# Reina consorte de España
La reina consorte o el consorte de la reina es la persona casada con el rey o la reina titular de España. La actual reina consorte es Letizia Ortiz, por su matrimonio con Felipe VI.
En el régimen de monarquía parlamentaria que se establece en la Constitución de 1978, el consorte no puede asumir funciones constitucionales, salvo lo dispuesto para la regencia. Sin embargo, resulta comprensible que, dada la importante función simbólica que desempeña la Corona en las monarquías contemporáneas, la reina consorte o el consorte de la reina cumpla con determinadas actividades representativas y de acompañamiento, sin invadir la función constitucional que le corresponde en exclusiva al titular de la Corona.
La consorte del rey tiene dignidad de reina y tratamiento de majestad, mientras que el consorte de la reina tiene dignidad de príncipe y tratamiento de alteza real, según recoge el Real Decreto 1368/1987, de 6 de noviembre. Sin embargo, nada impediría que por vía de ley o de Real Decreto se pudiera  en un futuro elevar a la dignidad de rey al consorte de una reina titular, y concederle el correspondiente tratamiento. En cualquiera de ambos supuestos, varón como mujer, los títulos, dignidades y tratamientos, así como la condición de miembro de la Familia Real, se conservan mientras el o la consorte lo sea o permanezca viudo o viuda. En España ya se ha dado el caso de que la dignidad de un consorte masculino fuera el de rey. Así fue, en efecto, como se distinguió al marido de la reina Isabel II, Francisco de Asís de Borbón, que fue elevado al rango de rey consorte, con tratamiento mayestático.
No se ha previsto la posibilidad, jurídicamente factible desde 2005, de un matrimonio real entre personas del mismo sexo. No obstante, la práctica de la analogía interpretativa induciría a pensar que, fuera cual fuera el sexo del consorte, su título sería el de consorte de la reina de España o, en su caso, consorte del rey de España.

## Regencia del Reino
La Regencia es la institución que, conforme a las previsiones constitucionales, se constituye excepcionalmente con el fin de asumir transitoriamente el ejercicio de las funciones de la Corona cuando su titular, el rey o la reina de España, se encuentra en alguna de las situaciones siguientes:
- Minoría de edad (esto es, inferior a los 18 años);
- Inhabilitación para el ejercicio de su autoridad, reconocida por las Cortes Generales.

La Regencia se ejerce por mandato constitucional y siempre en el nombre del rey o reina y se prolonga durante todo el tiempo que dure la minoría de edad o la inhabilitación del rey. Las funciones del regente son todas las que corresponden jurídicamente al titular de la Corona.
De acuerdo con la Constitución de 1978, la forma natural de constitución de la Regencia es la unipersonal, y corresponde en primer término su ejercicio a su padre, el consorte viudo, o a su madre, la reina consorte viuda, esto es, al cónyuge supérstice. Sólo en defecto o imposibilidad de aplicar esta opción es lícito acudir a los legitimados subsidiarios, en su orden: el pariente mayor de edad más próximo a suceder en la Corona.

## Tutela del rey menor
En realidad, la reina consorte o el consorte de la reina sí pueden ejercer una función constitucional que, aunque situada más en la órbita de la esfera privada, no deja de tener una gran significación política y por ello mismo está recogida en la Constitución. Es la tutela sobre el rey menor. En efecto, cuando el titular de la Corona, rey o reina de España, en posesión de tal cargo se encuentre en su minoría de edad, corresponde a una persona, española y mayor de edad, ejercer una función de tutela sobre el rey menor. La designación de esta tutela puede proceder de tres fuentes de legitimidad distintas y subsidiarias, en este orden:
- tutela testamentaria, designado su titular por el rey en testamento;[12]
- tutela legítima, la que corresponde al padre o madre supérstite (de ordinario la reina viuda o el consorte viudo, pero no necesariamente);
- tutela parlamentaria, que vendrá designada por las Cortes Generales cuando no proceda ninguna de las anteriores.

El tutor del rey no puede ejercer ningún cargo de representación política.